# ساندر برت
ساندر برت (به دانمارکی: Sønder Bjert) یک شهرک در دانمارک است که در شهرداری کولدینگ واقع شده‌است. ساندر برت ۱٬۹۵۳ نفر جمعیت دارد.